# 포켓몬 쇼크
《포켓몬 쇼크》(ポケモンショック)는 1997년 12월 16일 일본에서 《포켓몬스터》 애니메이션 1기 제38화 〈전뇌전사 폴리곤〉편 방영 당시 과도한 화면효과로 인해 다수의 시청자에게 광과민성 발작을 일으킨 사건이다. 이로 인해 애니메이션 《포켓몬스터》는 4개월간 방영을 중단하였고 1998년 4월 16일이 되어서야 방영을 재개한다. 당시 4개월간 방송이 중단되었지만, 오히려 이 사건으로 인해 《포켓몬스터》의 인지도가 크게 상승하게 되었다.
일본 내에서는 이 외에도 폴리곤 쇼크, 포켓몬 패닉, 포켓몬 사건, 포켓몬 소동, 포켓몬 플래시 등으로 불린다.

## 〈전뇌전사 폴리곤〉 회차 내용
이 화에서 지우 일행은 포켓몬 센터에서 센터간 몬스터볼 전송 시스템에 문제가 있다는 것을 발견하게 된다. 간호순의 요청에 따라 몬스터볼 전송 시스템을 만든 아키하바라 박사에게 찾아가자 아키하바라 박사는 로켓단이 프로토타입(영호기) 폴리곤을 훔쳐 이를 이용해 전송 시스템 내부에서 포켓몬을 훔치려고 한다는 사실을 알려준다.
아키하바라 박사는 지우, 이슬, 웅이에게 다른 폴리곤을 주고는 전송 시스템 안으로 들어가 로켓단을 저지할 것을 부탁한다. 지우 일행은 박사에게 받은 폴리곤으로 로켓단이 훔친 프로토타입(영호기) 폴리곤에게 승리하지만 간호순은 전송 시스템 고장을 바이러스로 생각하고 전문가를 불러 백신 프로그램을 설치해버린다. 이 프로그램이 ‘백신 미사일’을 발사하자 피카츄가 전기공격으로 이를 파괴, 대폭발을 일으키지만 지우 일행과 로켓단은 안전하게 컴퓨터에서 빠져나오고 전송 시스템은 정상으로 돌아온다.

## 발단 및 원인
일본 표준시 1997년 12월 16일 화요일 6:30분에 방영된 당 에피소드 후반부에 해당하는 영상이 직접적인 발단이 되었다. 내용상 지우 일행은 전송 시스템의 문제를 해결하기 위해 컴퓨터 안으로 들어가는 내용이었는데, 컴퓨터 세계를 표현하기 위해 번쩍거리는 플래시 효과의 빠른 점멸을 25곳에 걸쳐 1초 이상 연속으로 사용하였고, 특히 종반부에서는 이것을 연속으로 사용하였다. 이것이 가장 뚜렷하게 나타난 부분은 피카츄의 ‘100만 볼트’ 공격이 백신 프로그램 미사일에 맞아 큰 폭발을 일으키면서 빨간색과 파란색 빛이 빠른 속도로 점멸하는 장면이었다. 당화의 다른 부분에서도 그런 장면이 있기는 하였으나 일명 ‘파카파카’(パカパカ)라는 애니메이션 효과가 이 장면을 더 자극적으로 만들었다. 이 플래시 효과는 밝은 스트로보(strobe light)였으며 4:3을 거의 꽉 채운 화면으로 4초간, 그리고 완전히 꽉찬 화면으로 2초간 12Hz 간격으로 반짝이는 장면을 연출했다.
당시 시청률은 간토 지구에서 16.5%, 간사이 지구에서 10.4%, 전국적으로 37개 방송국을 통해 2690만 가정에서 시청하였으며 약 345만명의 4세~12세 사이 시청자가 해당 에피소드를 본 것으로 추정되었다.
해당 방송 직후 방송을 보던 시청자 일부가 발작을 일으켜 병원으로 후송되었으며, 병원으로 이송된 환자 대부분은 아동이었다. TV 도쿄가 최종적으로 파악한 환자는 총 750명이었으며 그 중 135명이 입원했다. 원인은 밝은 빛의 화면 점멸이 연속적으로 나오는 장면을 보고 일어난 광과민성 발작으로 밝혀졌다. 또 일본 어린이 시청자 중, 일부가 TV를 볼때 방을 소등하고, 화면 가까이서 시청한것도 큰 작용을 한 것으로 보인다.

## 각 방송국 및 일본 정부의 대응
사건 후 TV 도쿄는 원인이 규명되어 재발방지책이 세워질 때까지 특별 방송을 포함한 모든 《포켓몬스터》 관련 방송을 중지하고 조사결과가 나올 때까지 당국의 애니메이션 프로그램에서도 《포켓몬스터》 관련 정보를 다루지 않을 것임을 발표했다. 사건 다음 주부터 동시간 프로그램은 《학급왕 야마자키》로 교체하였으며, 비디오 대여점에는 《포켓몬스터》의 대여 자제를 요청하였고 TV 도쿄 계열 방송국에도 해당 화는 물론 이전 방영분에 대해서도 방영자제를 요청했다.
NHK는 12월 18일 재발방지대책으로 ‘애니메이션 문제 등 검토 프로젝트’를 세워 당사가 이전에 방영한 《YAT 안심! 우주여행》 방송후에 같은 이유로 4명의 아동이 병세를 호소한 사건이 있었음을 밝히며 그때 원인을 확실히 규명하였다면 이번 사건은 일어나지 않았을 것이라며 사죄하였다.
후생성은 ‘광과민성 발작에 관한 임상연구반’을 발족하였고 우정성 또한 ‘방송과 시청각 기능에 관한 검토회’를 설치, NHK와 일본민간방송연맹도 공동 지침을 책정하기로 합의하였다. NHK는 《클로즈업 현대》라는 프로그램에서 특집으로 이 사건을 다루었다.
TV 도쿄는 그 외에도 외국의 지침 중 처벌도 가능하도록 규정이 되어있는 영국의 독립 TV협회의 지침을 참고하여 타 방송사보다 한층 더 엄격한 지침을 책정하기 위해 1998년부터 조사단을 파견하였으며 미국에도 파견한 바 있다. 그 외에 사내 조사는 물론 외부 조사팀을 받아들여 새로운 시스템을 도입하는 등 사건 당사자로서 최대한의 재발방지책을 취했다.

## 방송 재개
사건 후에도 《포켓몬스터》 애니메이션 재개를 바라는 시청자들이 많았는데, 1998년 1월 30일까지 TV 도쿄가 받은 3,076건의 의견 중 《포켓몬스터》 방송 재개를 요청하는 의견만 2,223건(72%)에 달했다. 3월 30일에는 NHK와 일본민간방송연맹의 지침이 발표될 경우 빠르면 4월 16일부터 방송이 재개될 수 있으며 그 이전에 사건 검증방송을 편성하겠다고 발표하였다.
4월 8일 NHK와 일본민간방송연맹은 빛의 점멸 등 화면효과에 관한 지침을 발표하였다. 4월 11일 오후 1시부터 2시까지 《애니메이션 포켓몬스터 문제 검증 보고》가 TV 도쿄 계열 6개 방송국에서 방송되었다.(4월 16일에 재방송) 그리고 《포켓몬스터》는 방송시간을 기존의 화요일에서 목요일 저녁대로 시간을 옮겨 4월 16일부터 방송이 재개되었다. 방영 재개 당시 시청률은 16.2%를 기록했다.
이후 당초 완결 애니메이션으로 예정되었던 《포켓몬스터》는 상기의 쏟아지는 방송 재개 요청과 사건으로 인해 높아진 세간의 관심 등을 통하여 높은 인기를 확인함에 따라 장기 편성이 확정되었고, 아이러니하게도 이 동시발작 사건은 애니메이션 《포켓몬스터》를 시리즈화하여 장기화하는 것에 직간접적으로 기여하게 되었다.

## 사건 이후 제38화와 폴리곤
방송 재개 후 애니메이션에서는 오프닝 일부를 수정하고 매회 아이캐치에 나오는 번개 효과를 없애는 등 빛이 나오는 장면은 광량을 최대한 줄이는 수정을 가하였다. 그러나 이 화는 수정할 수 없다고 판단하여 이후 판매한 비디오, DVD 및 재방영분에서 제38화 자체를 없애버렸다.
제38화 〈전뇌전사 폴리곤〉 방영 다음주인 1997년 12월 23일에 방영하기로 예정되어있었던 제39화 〈루주라의 크리스마스〉편은 방영 예정일인 크리스마스 시즌을 노려 크리스마스 관련 내용을 담고 있었는데 방송 재개 시점이 4월이었기 때문에 방영되지 못하고 당초 제41화였던 〈피카츄의 숲〉편이 제39화가 되어 방송이 재개되었다. 〈루주라의 크리스마스〉는 당초 제40화로 방영 예정이였던 〈피카츄, 눈산을 넘어라〉편과 함께 10월 5일에 특집으로 방영되었으며 대한민국 SBS에서는 오렌지 제도 내용이 이어지던 2000년 12월 당시 크리스마스 당일인 25일에 맞추기 위해 중간에 넣어 방영되었다.
이 사건 이후로 이 에피소드에 주역 포켓몬으로 등장한 폴리곤과 그 진화형(폴리곤2, 폴리곤Z)은 《포켓몬스터》 애니메이션에는 물론 후속 시리즈에도 일체 나오지 않게 되었다. 발작과 관련된 문제의 화면은 피카츄의 전기공격과 백신 프로그램의 미사일 폭발에서 일어난 장면이었고 폴리곤은 관련되지 않았지만 해당화 제목에도 포함된 폴리곤은 그 진화형 전체를 포함하여 《포켓몬스터》 애니메이션 시리즈에 단 한 컷도 등장하지 않는다.

## 영향
이 사건을 계기로 일본에서는 저연령층 프로그램 시작 부분에 “TV를 볼 때는 방을 밝게 하고 멀리 떨어져서 보라”는 자막을 내보내는 것이 일반적인 경향이 되었다. 또한 과거에 방영된 영상이나 조명효과가 있는 장면은 다른 장면으로 교체하거나 감광처리를 하는 등 화면보정이 이루어지기도 한다.

## 대한민국에서의 반향
대한민국에서는 사건이 일어난지 얼마 안되어 곧바로 방송과 신문 등을 통해 알려졌으며, 1999년 6월 SBS 방영이 확정되자 대한민국 언론에서는 일본의 인기작 《포켓몬스터》의 방영사실을 알리며 일본에서 발작 사건을 일으킨 바 있는 작품이라고 소개했다. 이에 따라 SBS와 대원은 방영에 앞서 《포켓몬스터》는 일본 측에서 자체적으로 수출용으로 빛의 점멸과 섬광을 수정하여 제작한 방영분으로 방영할 것이며 문제의 제38화는 아예 방영하지 않기 때문에 발작의 위험성이 없다고 밝혀야 했다.
대한민국 방영 이후 《포켓몬스터》의 흥행을 알리는 기사에서 《포켓몬스터》가 집단 발작 사건으로 인해 세계적으로 ‘더욱’ 유명해진 작품이라고 소개했다.

### 내용주
1. ↑  でんのうせんしポリゴン 덴노센시 포리곤[*], 로마자: Denno Senshi Porigon

### 참조주
1. ↑  별책태양 아이들의 쇼와사 히어로 히로인 영화사 (平凡社、2000年 ISBN 4-582-94335-7）175페이지 )
2. ↑  이 장면에서 사용된 화면효과가 발작에 직접적인 영향을 미쳤다.
3. 1 2  Wudunn Shery (1997년 12월 18일). “TV Cartoon's Flashes Send 700 Japanese Into Seizures”. New York Times. 2008년 10월 19일에 확인함.
4. 1 2  후에 TV 도쿄가 배포한 보고서 〈애니메이션 《포켓몬스터》 문제에 관한 기록〉에 따른 수.
5. ↑  Benjamin Radford. “Pokémon Panic of 1997”. Skeptical Inquirer. 2008년 11월 2일에 확인함.
6. ↑  “Pocket Monster incident and low luminance visual stimuli - Pediatrics International”. Blackwell Science Asia. 1998. doi:10.1111/j.1442-200X.1998.tb02006.x. ISSN 1328-8067. OCLC 40953034. 2012년 12월 8일에 원본 문서에서 보존된 문서. 2008년 11월 2일에 확인함.
7. 1 2  비디오 리서치 조사.
8. ↑  “포켓몬 소동을 검증한다”. TV 애니메이션 자료관. 2008년 1월 13일. 2008년 1월 13일에 원본 문서에서 보존된 문서. 2008년 11월 2일에 확인함.
9. ↑  “Policy Reports/Study Group/Broadcasting Bureau”. Ministry of Internal Affairs and Communications. 2002년 11월 4일. 2002년 11월 4일에 원본 문서에서 보존된 문서. 2008년 11월 2일에 확인함.
10. ↑  포켓몬스터들이 짧은 간격으로 하나씩 나오는 장면을 화면을 4분할하여 하나씩 바꾸는 연출로 바꾸었다.
11. ↑  인터넷의 자료화면은 일본 방영 당시의 녹화분이다.
12. ↑  폴리곤2가 극장판에서 단 한컷 등장했다.
13. ↑  《명탐정 코난》등 등장 캐릭터를 직접 활용하여 경고하는 경우도 많다.
14. ↑  “일본 어린이 TV 만화영화 보고 집단 발작”. MBC. 1997년 12월 17일.
15. ↑  강성보 (1997년 12월 18일). “어린이 수백명 동시발작 日(일)만화영화'문제의 장면'”. 경향신문. 2012년 5월 16일에 확인함.
16. ↑  “日TV만화 관련 입원아동 2백8명으로 늘어”. 연합뉴스. 1997년 12월 18일. 2012년 5월 16일에 확인함.
17. 1 2 3  구본준 (1999년 6월 22일). “'포켓몬스터' 국내 상륙”. 한겨레. 2012년 5월 16일에 확인함.
18. 1 2  김희연 (1999년 7월 6일). “어린이 집단발작 일본 만화영화 '포켓몬스터' 섬광 줄인 수정판 SBS 방영”. 경향신문. 2012년 5월 16일에 확인함.
19. 1 2  “SBS, 日 만화 '포켓 몬스터'방송”. 매일경제. 1999년 7월 8일. 2012년 5월 16일에 확인함.
20. ↑  전승훈 (1999년 11월 16일). “'포켓몬스터' 세계 캐릭터 시장 석권”. 동아일보. 2012년 5월 16일에 확인함.
21. ↑  “어린이 성탄선물 '포케몬' 선풍”. 뉴욕타임즈 동아일보판. 1999년 11월 29일. 2012년 5월 16일에 확인함.